# Joel Hedåsen
Joel Persson Hedåsen, född 19 april 1902 i Lekvattnets församling, Värmlands län, död 21 februari 1981 i Sunne församling, Värmlands län, var en svensk folkmusiker.

## Biografi
Joel Hedåsen föddes 1902 i Lekvattnets socken. Han lärde sig sina melodier av spelmannen Julius Nilsson i Fäbacken. Hedåsen kom att arbeta som folkskollärare i Gräsmarks socken. Han avled 1981 i Sunne.

## Upptecknade låtar
Upptecknade 1927 låtar av Olof Andersson efter Fridman.
- Polska "Höpsilåten" i C-dur, efter Höpsi Kerstin i Gräsmarks socken.[3]
- Vals i A-dur, efter Karl Berg från Lekvattnets socken.[3]
- Visa "Han förer mig genom dödsskuggans dal" i G-moll, efter Perssons mormor.[3]
- Halling i C-dur, efter Höpsi Kerstin i Gräsmarks socken.[3]
- Vals i A-dur.[3]